# Alliance pour la restauration de la paix et contre le terrorisme
L'Alliance pour la restauration de la paix et contre le terrorisme est une milice somalienne fondée en février 2006 et regroupant des chefs de guerre, des hommes d'affaires et le gouvernement de jure de Somalie. 
Elle comprend entre autres les armées de Botan Ise Alin, Mohamed Qanyare, Musa Sudi Yalahow, Nuur Daqle, Abdi Hasan Awale Qeybdiid et Omar Muhamoud Finnish. Cette alliance a été conclue pour lutter contre l'Union des tribunaux islamiques qui a finalement pris le contrôle du centre du pays. Elle bénéficie d'un fort soutien de la part des États-Unis qui semblent voir dans les Tribunaux Islamiques une émanation d'Al-Qaïda.
Elle est défaite lors de la seconde bataille de Mogadiscio du 7 mai au 11 juillet 2006 lors de la guerre de Somalie, portant au pouvoir les Tribunaux islamiques.